# Пени (Чад)
Пени (фр. Péni) — небольшой город и супрефектура в Чаде, расположенный на территории региона Мандуль. Входит в состав департамента Западный Мандуль.

## Географическое положение
Город находится в южной части Чада, к северу от реки Гамиси-Майо-Дольмаджи, на высоте 376 метров над уровнем моря.
Населённый пункт расположен на расстоянии приблизительно 435 километров к юго-востоку от столицы страны Нджамены.

## Население
По данным официальной переписи 2009 года численность населения Пени составляла 48 899 человек (23 480 мужчин и 25 419 женщин). Население супрефектуры по возрастному диапазону распределилось следующим образом: 53,1 % — жители младше 15 лет, 43,3 % — между 15 и 59 годами и 3,6 % — в возрасте 60 лет и старше.

## Транспорт
Ближайший аэропорт расположен в городе Кумра.